# بوچسترهورن
بوچسترهورن (به لاتین: Buochserhorn) یک کوه در سوئیس است که در کانتون نیدوالدن واقع شده‌است. بوچسترهورن ۱٬۸۰۷ متر بالاتر از سطح دریا واقع شده‌است.